# أماندا براون (مغنية)
أماندا براون (بالإنجليزية: Amanda Brown)‏ هي مغنية أمريكية، ولدت في 4 يونيو 1985.

## وصلات خارجية
- الموقع الرسمي
- أماندا براون على موقع ميوزك برينز (الإنجليزية)
- أماندا براون على موقع ديسكوغز (الإنجليزية)